# ده تل (غوغر)
ده تل (بالفارسية: ده تل) هي قرية تقع في إيران في قسم غوغر الريفي.